# جبل شجرة الدردار
جبل شجرة الدردار، هو جبل يقع في جبال كاتسكيل في نيويورك شرق هانكوك. يقع تل بيترسويت غربًا، وتل راتيلسنيك جنوبًا، ويقع جبل بيج فورك بين الشرق والجنوب الشرقي، ويقع قمة الجبل جوني في جنوب غرب جبل شجرة الدردار.
- جبل فيزوف
- جبل طارق
- جبل إفرست